# Microterys gansuensis
Microterys gansuensis är en stekelart som beskrevs av Xu 2002. Microterys gansuensis ingår i släktet Microterys och familjen sköldlussteklar. Inga underarter finns listade i Catalogue of Life.